# Nørre Djurs
Nørre Djurs é um município da Dinamarca, localizado na região central, no condado de Arhus.
O município tem uma área de 237 km² e uma população de 7 690 habitantes, segundo o censo de 2003.